# لورنس گراف
لورنس گراف (انگلیسی: Laurence Graff؛ زادهٔ ۱۳ ژوئن ۱۹۳۸) کارآفرین، بازرگان، سرمایه‌دار و مدیر ارشد اجرایی بریتانیایی است، که در حال حاضر به‌عنوان مدیر عامل اجرایی و رئیس هیئت مدیره شرکت گراف دایمندز فعالیت می‌کند.